# Сенсація (фільм, 1918)
Сенсація (англ. A Society Sensation) — американська короткометражна кінокомедія режисера Пола Пауелла 1918 року.

## Сюжет
Багатий плейбой закохується в дочку бідного рибалки.

## У ролях
- Кармел Майерс — Сідней Пармелі
- Рудольф Валентіно — Дік Бредлі
- Лідія Єменс Тітус — місіс Джонс
- Альфред Аллен — капітан Пармелі
- Фред Келсі — Джим
- Зазу Піттс — Мері
- Гарольд Гудвін — Тіммі